# Aristion d'Athènes
Pour les articles homonymes, voir Aristion.
Aristion d’Athènes (grec ancien : Ἀριστίων) est un philosophe péripatéticien du Ier siècle av. J.-C.
S'étant lié avec Mithridate VI, roi du Pont, vers lequel il avait été envoyé comme ambassadeur, il décida ensuite les Athéniens à entrer dans l'alliance de ce prince, s'empara du pouvoir et fit peser sur Athènes la plus odieuse tyrannie. À l'approche de Sylla, qui allait combattre Mithridate en Asie, Aristion voulut résister. Mais la ville fut prise après un long siège et noyée dans le sang par le vainqueur, qui fit mettre à mort l'impuissant sophiste (86 av. J.-C.).

## Source
Grand dictionnaire universel du XIXe siècle